# 城西短期大学
城西短期大学（日语：／ Josai Tankidaigaku *），简称城西短大，是一所位于日本埼玉县坂户市的短期大学。

## 概要

### 简介
- 源流成立于1965年[2]。短期大学为于1983年开办[2]、由学校法人城西大学经营。开始招収男学生2005年[2]。

### 历史
- 1983年 城西大学女子短期大学部成立并同时设置两个学科四个专攻（即文学科日本文学专攻和英美文学专攻、经营学科经营实际业务专攻和秘书专攻）[2]。
- 1987年 专科日本文学专攻和英美文学专攻成立[2]。
- 1989年 专科经营实际业务专攻和秘书专攻成立[2]。
- 1993年 专科日本文学专攻和英美文学专攻各自为大学评价学位授予机构批准的专科[2]。
- 2000年 两个学科四个专攻（即文学科日本文学专攻和英美文学专攻、经营学科经营实际业务专攻和秘书专攻）各自招生最后。翌年两个学科四个专攻合并为两个学科（即经营信息实际业务学科、现代文化学科）
- 2002年 今年7月30日两个学科四个专攻（即文学科日本文学专攻和英美文学专攻、经营学科经营实际业务专攻和秘书专攻）各自正式停办[2][3]。
- 2005年 改校名为城西短期大学、开始招収男学生[2]。经营信息实际业务学科和现代文化学科各自招生最后[2]。翌年两个学科合并为商务总合学科[2]。

### 宪章

#### 标志
- 请参看城西短期大学的标志 （页面存档备份，存于） （日語） 2014年1月6日阅览。

#### 短期大学歌
- 请参看城西短期大学校歌 （日語） 2014年1月6日阅览。

## 学校环境
- 坂户校区：在埼玉县坂户市
- 纪尾井町校区：在东京都千代田区纪尾井町

## 历任校长
- 渡边德二：第一代短期大学校长[4]。
- 森本雍宪：现在短期大学校长[5]

## 组织

### 学科
- 商务总合学科[注 3]

### 前学科
- 文学科[注 2]
  - 日本文学专攻[注 2]
  - 英美文学专攻[注 2]
- 经营学科[注 2]
  - 经营实际业务专攻[注 2]
  - 秘书专攻[注 2]

### 专科
| - 日本文学专攻已停办 - 英美文学专攻已停办 - 经营实际业务专攻：已停办 - 秘书专攻：已停办 |

### 业余课程
| - 没有 |

## 相关链接
- 日本短期大学列表
- 城西大学